# Lingue tedesche centrali
Il tedesco centrale, talvolta ricordato come medio tedesco (in tedesco Mitteldeutsch) è un gruppo di lingue, all'interno della famiglia delle lingue alto-tedesche, parlate dalla Renania alla Turingia.
Tali lingue e dialetti sono compresi a sud del basso tedesco e a nord del tedesco superiore.
Il tedesco centrale è diviso in 2 gruppi principali: quello occidentale e quello orientale.
Tedesco centrale occidentale (Westmitteldeutsch)
- Medio francone (Mittelfränkisch)
  - Mosellano (suddivisione dell'insieme)
    - Siegerländer Platt
    - Wäller Platt
    - rheinfränkisch-moselfränkisches Übergangsgebiet
    - zentralhessisch-moselfränkisches Übergangsgebiet
    - mittlere Eifel
    - unterer Moselraum mit der östlichen Eifel
    - mittleres Sieggebiet
    - Lussemburghese (Luxemburgisch, o Letzebuergesch, lingua nazionale del Lussemburgo). 
      - unteres Saar- und oberes Moselgebiet mit dem westlichen Lothringen und das südliche und mittlere Luxemburg mit dem Areler und Tintinger Gebiet
      - südliche Eifel mit dem Ösling und der Echternacher Gegend

  - Ripuario (Ripuarisch o Ripuarisch-Fränkisch, suddivisione dell'insieme, esclusivamente aree linguistiche) 
    - Nördliche Eifel
    - Mittleres Erft- und Rurgebiet
    - Aachener Land
    - Bergisches Land
    - Ripuarisch-niederfränkisches Übergangsgebiet ohne nordbergischen Raum
    - Nordbergischer Raum
- Westliches Mitteldeutsch
- Francone del Reno (Rheinfränkisch)
  - ostlothringisch
  - francone renano meridionale
  - assiano-renano
  - palatino occidentale
  - palatino orientale
  - assiano meridionale
  - saarbrückisch
  - Tedesco della Pennsylvania
- Assiano centrale
- Assiano orientale
- Nordhessisch

Tedesco centrale orientale (Ostmitteldeutsch)
- Dialetto turingio (Thüringisch), parlato in Turingia, in Sassonia, nella Sassonia-Anhalt sudoccidentale e in Assia.
- Alto sassone (Obersächsisch), parlato in Sassonia, Sassonia-Anhalt, Brandeburgo, Assia e Bassa Sassonia. Tra le varianti l'Osterländisch, il Meißnisch (Nord-, Nordost-, West-, Süd- e Südostmeißnisch), e l'Ost- e Westerzgebirgisch.
- Nordobersächsisch-neumärkisch
- antichi dialetti della Slesia, parlati in Sassonia e Brandeburgo, con le varianti del tedesco slesiano (praticamente estinto)
- Vilamoviano, in Polonia.
- Alto prussiano (Hochpreußisch, anch'esso praticamente estinto)

L'Unserdeutsch è una lingua creola basata sul tedesco centrale orientale, parlata da un ristretto numero di persone in Papua Nuova Guinea e quasi estinta.